# Ксидис, Стефанос
Стефанос Ксидис (греч. Στέφανος Ξύδης, в США Стивен Ксидис, англ. Stephen G. Xydis; 1913, Афины — 14 декабря 1975, Нью-Йорк) — греческий теннисист, в дальнейшем американский политолог. Внук премьер-министра Греции Стефаноса Драгумиса, племянник Иона Драгумиса и Николаоса Драгумиса.
Изучал экономику и международные отношения в Афинском университете. В студенческие годы играл в теннис на национальном и международном уровне. Чемпион Греции в одиночном разряде (1933), в мужском парном разряде (1934), в смешанном парном разряде (1931, 1933, 1934, 1935).
С 1940 года в США, защитил магистерскую диссертацию в Принстонском университете и докторскую в Колумбийском, преподавал там же и в Хантерском колледже. В годы Второй мировой войны был исполнительным секретарём информационной службы правительства Греции в США. В послевоенные годы работал в отделе общественной информации секретариата ООН, выступал с комментариями на радио «Голос Америки». Был также советником делегации Греции в ООН.
Специалист, прежде всего, по положению дел на Кипре. Автор книг «Греция и великие державы, 1944—1947» (англ. Greece and the Great Powers, 1944–1947; 1963) «Кипр: конфликт и примирение. 1954—1958» (англ. Cyprus: Conflict and Conciliation, 1954–1958; 1967) и «Кипр: неохотная республика» (англ. Cyprus: Reluctant republic; 1973).
Жена — пианистка Анна Ксидис.